# Rychwał
Rychwał è un comune urbano-rurale polacco del distretto di Konin, nel voivodato della Grande Polonia.
Ricopre una superficie di 117,82 km² e nel 2004 contava 8 425 abitanti.